# Coccophagus sexvittatus
Coccophagus sexvittatus är en stekelart som beskrevs av Hayat 1974. Coccophagus sexvittatus ingår i släktet Coccophagus och familjen växtlussteklar. Inga underarter finns listade i Catalogue of Life.